# Kompass-Gletscher
Der Kompass-Gletscher (englisch Compass Glacier) ist ein Gletscher an der Nordküste Südgeorgiens. Er fließt östlich von The Trident und westlich des Müller Ridge in nordnordöstlicher Richtung zur Antarctic Bay.
Namensgebend für den Gletscher ist der Kompass, dem Frank Worsley gehörte und mit dem ihm, Ernest Shackleton und Thomas Crean 1916 im Zuge der Endurance-Expedition (1914–1917) die Durchquerung Südgeorgiens gelang.